# Đặng Mỹ Dung
Đặng Mỹ Dung tên tiếng Mỹ là Yung Krall (1946-2023), là một cựu điệp viên CIA, cựu đặc vụ FBI gốc Việt và vợ của một sĩ quan hải quân Mỹ. Bà Dung, cũng lại là một liên lạc viên của các cơ quan tình báo Việt Nam ở Mỹ và Paris, là một nhân chứng trong vụ án gián điệp của Trương Đình Hùng.

## Tiểu sử
Đặng Mỹ Dung là con gái của Đặng Quang Minh (làm nghề thầy giáo tên thật là Đặng Văn Quang), nguyên đại sứ Mặt trận Dân tộc giải phóng miền Nam Việt Nam (MTDTGPMNVN) tại Liên Xô, có 6 anh em. Năm 1954 khi bà được 9 tuổi thì cha bà tập kết ra Bắc. Mặc dù muốn đưa cả vợ con đi, nhưng vợ không bằng lòng, vì không đồng ý với đường lối làm việc theo Cộng sản của ông, nên ông chỉ đưa người con trai cả là Đặng Văn Khôi đi theo, để vợ và 6 người con ở lại. Bà Dung chỉ gặp lại cha lần đầu tiên vào tháng 8 năm 1975 lúc cha bà đại diện phái đoàn của Mặt trận Giải phóng Miền Nam đi qua Tokyo để dự hội nghị chống bom nguyên tử. 
Theo bà Dung thì bà bắt đầu làm việc với cơ quan tình báo Mỹ CIA vào tháng 5 năm 1975, để trả ơn cho họ, sau khi nhờ họ giúp má bà ra khỏi Việt Nam.
Bà Đặng Mỹ Dung đã cộng tác với CIA và FBI để phá mạng lưới gián điệp Việt Nam hoạt động tại Mỹ thời kỳ 1976-1978, đưa đến việc ông Đinh Bá Thi, đại sứ Việt Nam tại Liên hợp quốc bị trục xuất. Ronald Humphrey, người cung cấp tài liệu và Trương Đình Hùng, người nhận và chuyển tới phía Việt Nam ở Paris qua bà Dung bị kết án 15 năm tù.

## Ngàn Giọt Lệ Rơi
Bà Dung được biết đến nhiều qua cuốn tự truyện Ngàn Giọt Lệ Rơi (tiếng Anh: A Thousand Tears Falling) kể lại hoàn cảnh của một gia đình bị phân chia vì chiến tranh, vì ý thức hệ.
Trong lời tựa của cuốn này, cựu Bộ trưởng Tư Pháp Hoa Kỳ Griffin Boyette Bell viết: "Yung Krall đúng là một công dân Mỹ vĩ đại. Tôi nhiệt liệt tán dương sự nghiệp của cô đối với nước ta, và tôi vui mừng thấy rằng cuối cùng người đọc đã được biết đến câu chuyện của người phụ nữ xuất sắc này. Hy vọng của tôi là cuốn sách này sẽ đóng góp vào quá trình hàn gắn vết thương và xiết chặt tình cảm ở đất nước này và ở Việt Nam." 